# Pathways
Pathways ist ein Jazzalbum von Gordon Grdina, Mark Helias und Matthew Shipp. Die im November 2021 im East Side Sound in New York City entstandenen Aufnahmen erschienen am 17. Juni 2022 auf Attaboygirl Records.

## Hintergrund
Grdina, der im Oktober 2021 in Zusammenarbeit mit seiner Partnerin, der Fotografin Genevieve Monro, sein Label Attaboygirl Records gegründet hatte, nutzte dieses Ende 2021 intensiv zur Erprobung des neuen Vertriebswegs. Zur Jahreshälfte 2022 hatte er weitere vier Alben vorgelegt, notierte Dan McClenaghan, beginnend mit Oddly Enough: The Music of Tim Berne, einem Soloalbum des Künstlers, gefolgt von Night’s Quietest Hour (mit Marc Ribot) und Boiling Point (Astral Spirits, 2022), mit dem Pianisten Matt Mitchell und dem Schlagzeuger Jim Black.
Pathways, eine weitere Veröffentlichung auf dessen Label Attaboygirl, ist eine Trio-Session, bei der Grdina mit dem Pianisten Matthew Shipp und dem Bassisten Mark Helias neun Stücke improvisierte. Dieses Trio hatte nach einer ersten Tournee an der Westküste bei ihrem ersten gemeinsamen Aufnahmen das Album Skin and Bones (Not Two Records, 2019) eingespielt. Eine größere Vertrautheit der drei Musiker miteinander führte zu veränderten Resultaten, wie Grdina feststellte: „Dieses Album ist ganz anders als das erste, da jedes Stück die musikalischen Ideen und die Zusammengehörigkeit der Gruppe prägnanter darstellt. Es gibt viele Momente, in denen ich nicht sagen kann, was Klavier und was Gitarre oder Bass ist, da sich die Rollen verschieben und die Instrumente miteinander verschmelzen, um etwas Gemeinsames zu schaffen. Ich liebe es, wenn das passiert und man sich selbst verliert und zu etwas Größerem wird.“

## Titelliste
- Gordon Grdina / Mark Helias / Matthew Shipp – Pathways (Attaboygirl Records ABG-5)[2]

1. Palimpsest 7:40
2. Deep Dive 5:32
3. Pathways 8:19
4. Trimeter 5:07
5. Amalgam 3:10
6. Flutter 3:54
7. Ossicles 4:16
8. Synapses 5:08
9. Sanctum 6:05

Die Kompositionen stammen von Gordon Grdina, Mark Helias und Matthew Shipp.

## Rezeption

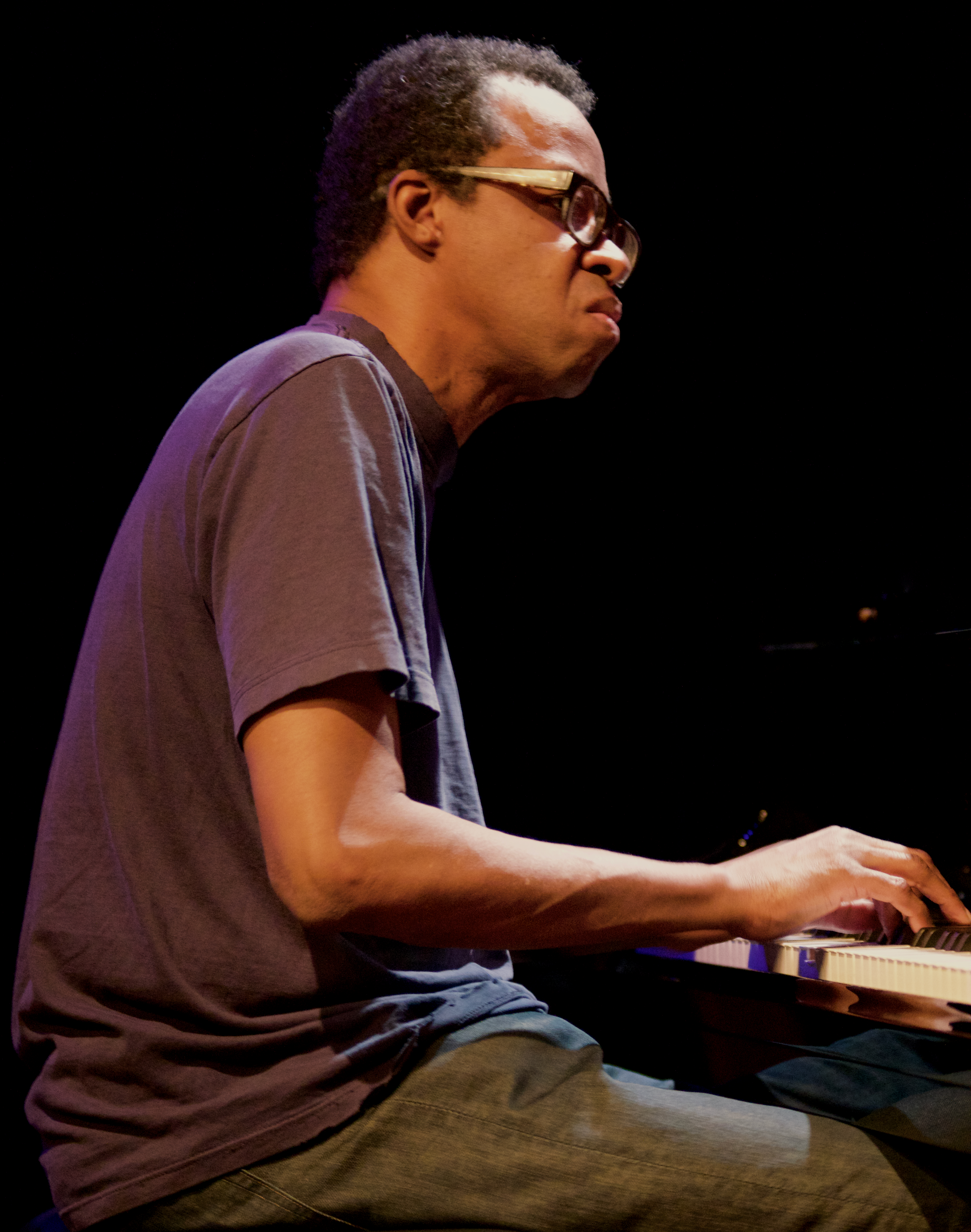
Matthew Shipp mit dem Jemeel Moondoc Quartet 2016 im BIM Amsterdam

Nach Ansicht von Dan McClenaghan, der das Album in All About Jazz rezensierte, haben alle drei Musiker einen hohen Bekanntheitsgrad in der Avantgarde-Arena. Sie könnten als All-Stars bezeichnet werden, doch hier würden sie keine All-Star-Ego-[Allüren] zeigen. In neun experimentierfreudigen Stücken verschmelzen die Spieler zu einem zusammenhängenden Ganzen. Prägnant auf ihre Art – alles spiele sich im Bereich von vier bis acht Minuten ab – mit einer Konsistenz von Stimmung und Zweck, die Freiheit und Risikobereitschaft ausstrahle, während sie Zugänglichkeit, gelegentliche Grooves und einen einzigartigen Ansatz für das Zusammenspiel umfasse. Dies sei „Free Jazz mit einer fein fokussierten Vision“. Mit dem Fokus auf Ziele, seinem Zusammenhalt der künstlerischen Vision und seinem Drang, jede Menge exzellenter Musik herauszubringen, die ganz ihm eigen ist, habe Grdina vielleicht das Zeug dazu, neben Pat Metheny, Bill Frisell und John Scofield an die Spitze der Jazzgitarristen aufzusteigen.
Das Hören dieses Albums sei ein fesselndes emotionales Erlebnis, bei dem jeder Spieler mit und gegen die anderen beiden arbeitet, um einen epischen Fluss von Ideen und Konsequenzen aufrechtzuerhalten, schrieb Mike Jurkovic (All About Jazz). Matthew Shipp, der seine linke Hand seismischer als sonst spielen lasse, grabe sich tief in Grdinas Musik, nehme sich Zeit, um sie entweder zu lenken oder sich ihr hinzugeben, um dann wiederum ganz eigene Schneisen durch das dichte harmonische Dickicht zu schlagen. Zwei Vorstufen von Tongedichten, das markante „Pathways“ und das pulsierende „Trimeter“, würden den spirituellen Kern und das emotionale Zentrum des Albums bilden. Getrennt, aber gleichermaßen subversiv, würden die beiden Stücke düster in den musikalischen Code und das Verständnis jedes Spielers eintauchen.
Es sei die kristallklare Klarheit ihrer Töne, die diese Platte auszeichnet, und die außergewöhnliche Einheit ihrer kollektiven Musikalität, lobte Chris Searle (Morning Star). Der Autor hob die Brillanz auf dem unvergesslichen „Deep Dive“ oder die komplexe rhythmische Vielfalt von „Trimeter“ hervor. Die Intensität der Art und Weise, wie diese Musiker ihre Klänge zusammenwickeln, um jedes Stück zu einem klanglichen Gedicht zu machen, gebe dem Hörer die Illusion, dass dies ein Künstler sei, der drei Instrumente spielt. Shipps Piano würde das Trio erden und die Schönheit des Saitenspiels und Kunstfertigkeit der Töne von Grdina und Helias trügen die Gesamtheit der Klanglandschaft mit sich. Der Track mit dem ausdrucksstarken Namen „Amalgam“ beschreibe die Vollständigkeit dieses Hörerlebnisses: „Die Ohren, die hören, sind Seite an Seite mit den Händen, die spielen.“